# Domenique Azzopardi
Domenique Azzopardi (* 7. April 1995 in Malta) ist eine maltesische Sängerin.

## Leben
Domenique Azzopardi wurde am 7. April 1995 in Malta geboren. Sie bekam im Alter von vier Jahren Gesangsunterricht vom Malteser Phyllisienne Brincat und erhielt im Laufe ihrer Karriere musikalische Auszeichnungen in Malta, Tunesien, Italien, Rumänien und Bulgarien. 2012 nahm sie an der erfolgreichen britischen Castingshow Britain’s Got Talent teil. Zudem ist sie Teil des Animae Gospel Choir.
Momentan nimmt Azzopardi Gesangsunterricht beim Musiker Joshua Alamu.

### Eurovision Song Contest
2005 machte sie bei der Vorentscheidung für den Junior Eurovision Song Contest mit und belegte mit ihrem Lied It’s Time to Party den dritten Platz, 2006 nahm sie mit dem Song The Key erneut teil. 2011 war Azzopardi mit dem Lied I’ll Follow the Sunshine, welches von Ralph Siegel und Valentina Monetta geschrieben wurde, Teilnehmerin an Malta Eurovision Song Contest, dem Vorentscheid für den Eurovision Song Contest, 2013 mit der Single Too Little Too Late. Im Folgejahr bewarb sich die Sängerin unter dem Namen Domenique erneut bei der Vorentscheidung. Sie erreichte mit dem Lied Take Me As I Am, das von Aidan o’Connor komponiert wurde, das Halbfinale, welches am 21. November 2014 in Marsa stattfinden wird.

## Diskografie
- 2005: It’s Time to Party
- 2006: The Key
- 2011: I’ll Follow the Sunsine
- 2012: Tama U Kuraġġ
- 2012: Reaching Higher[7]
- 2013: Too Little Too Late
- 2014: Samani Sahe
- 2014: Take Me As I Am